# Fort McMurray Airport
Fort McMurray Airport är en flygplats i Kanada.   Den ligger i provinsen Alberta, i den centrala delen av landet, 2 700 km väster om huvudstaden Ottawa. Fort McMurray Airport ligger 369 meter över havet.
Terrängen runt Fort McMurray Airport är platt åt sydväst, men åt nordost är den kuperad. Närmaste större samhälle är Fort McMurray, 12,7 km nordväst om Fort McMurray Airport.
I omgivningarna runt Fort McMurray Airport växer i huvudsak blandskog. Trakten runt Fort McMurray Airport är nära nog obefolkad, med mindre än två invånare per kvadratkilometer.